# Carabus ullrichii
Carabus ullrichii là một loài bọ cánh cứng đặc hữu của châu Âu, ở đó nó được tìm thấy ở Áo, Bosna và Hercegovina, Bulgaria, Croatia, Cộng hòa Séc, Đức, Hungary, Latvia (còn tranh cãi), Luxembourg, Moldova, Ba Lan, România, Slovakia, Slovenia, Ukraina và Nam Tư.

## Hình ảnh

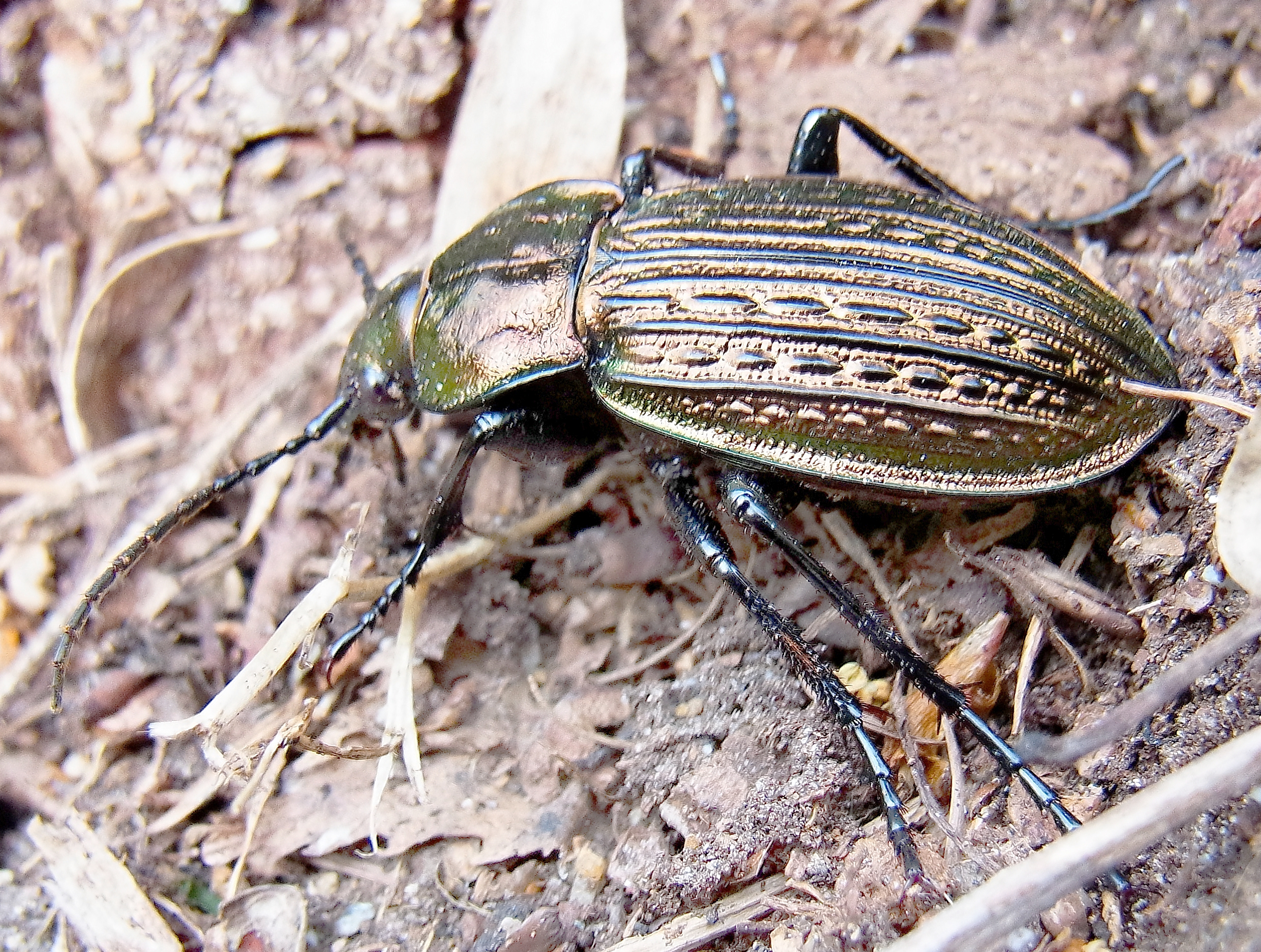
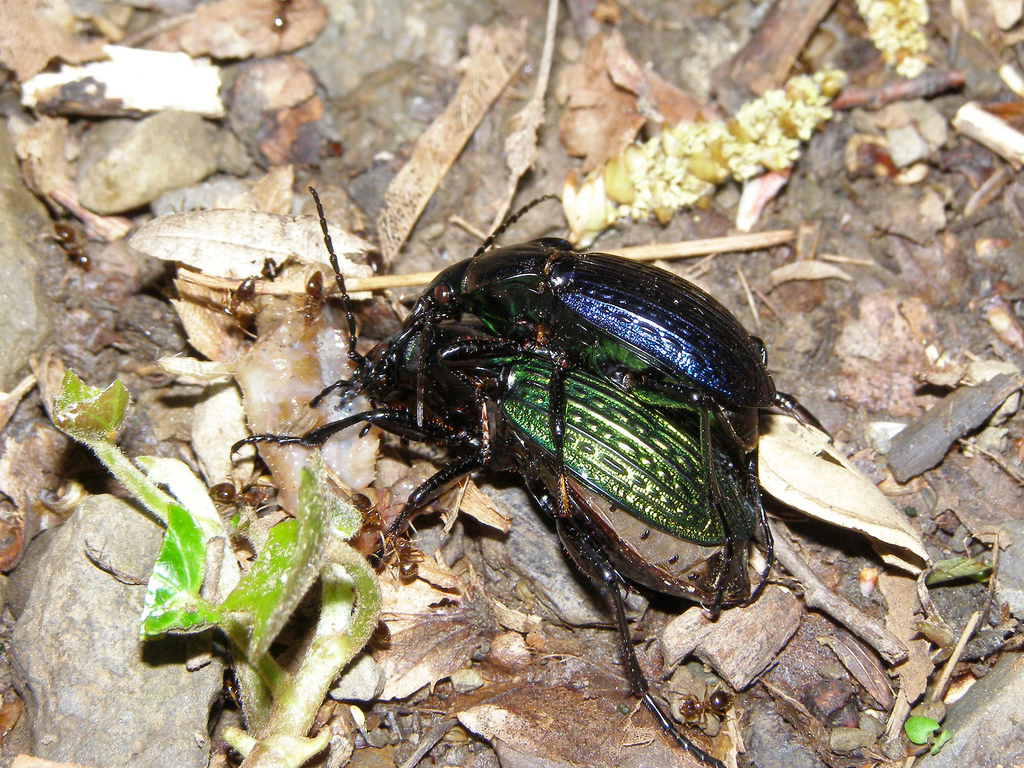
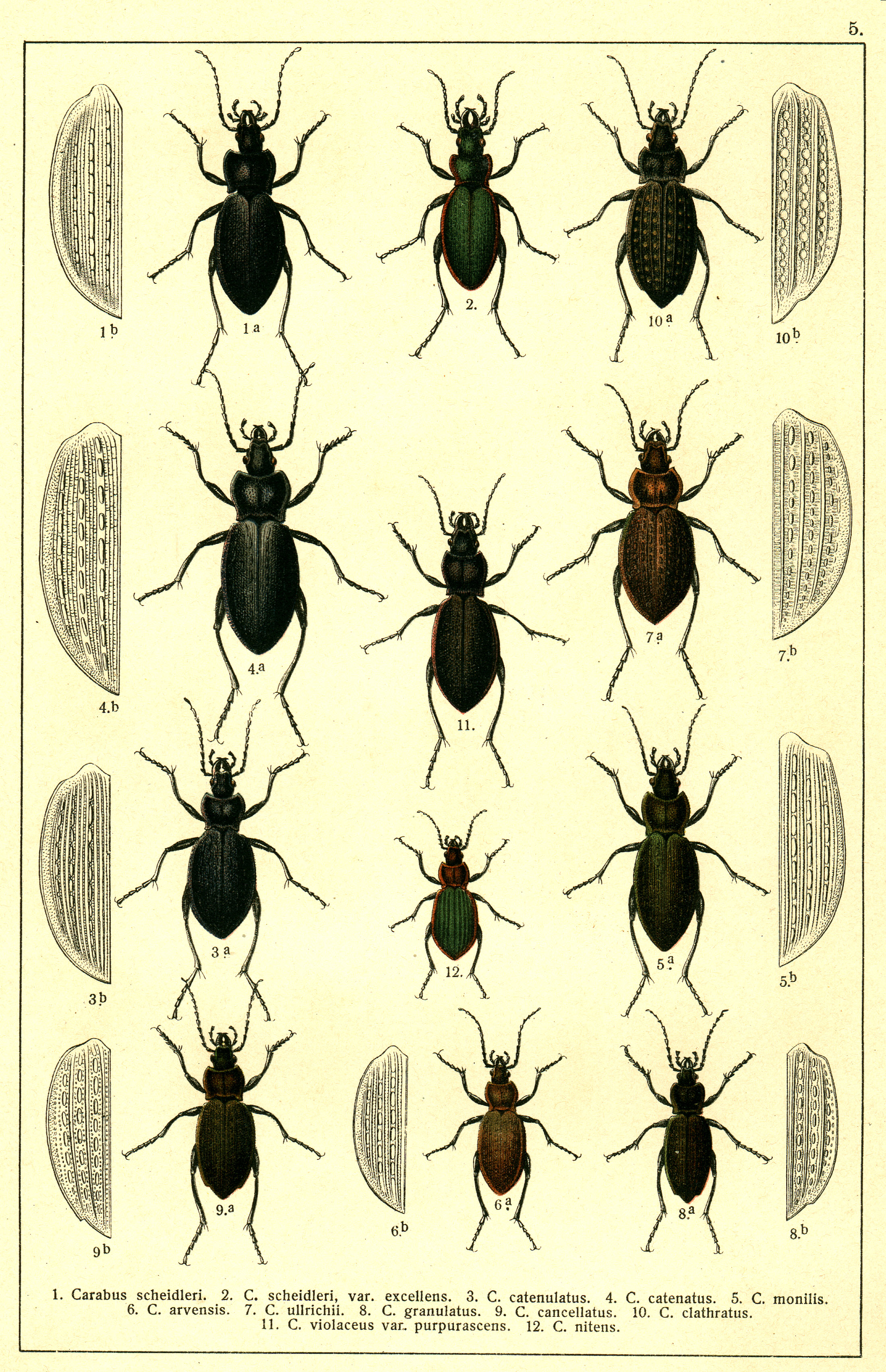
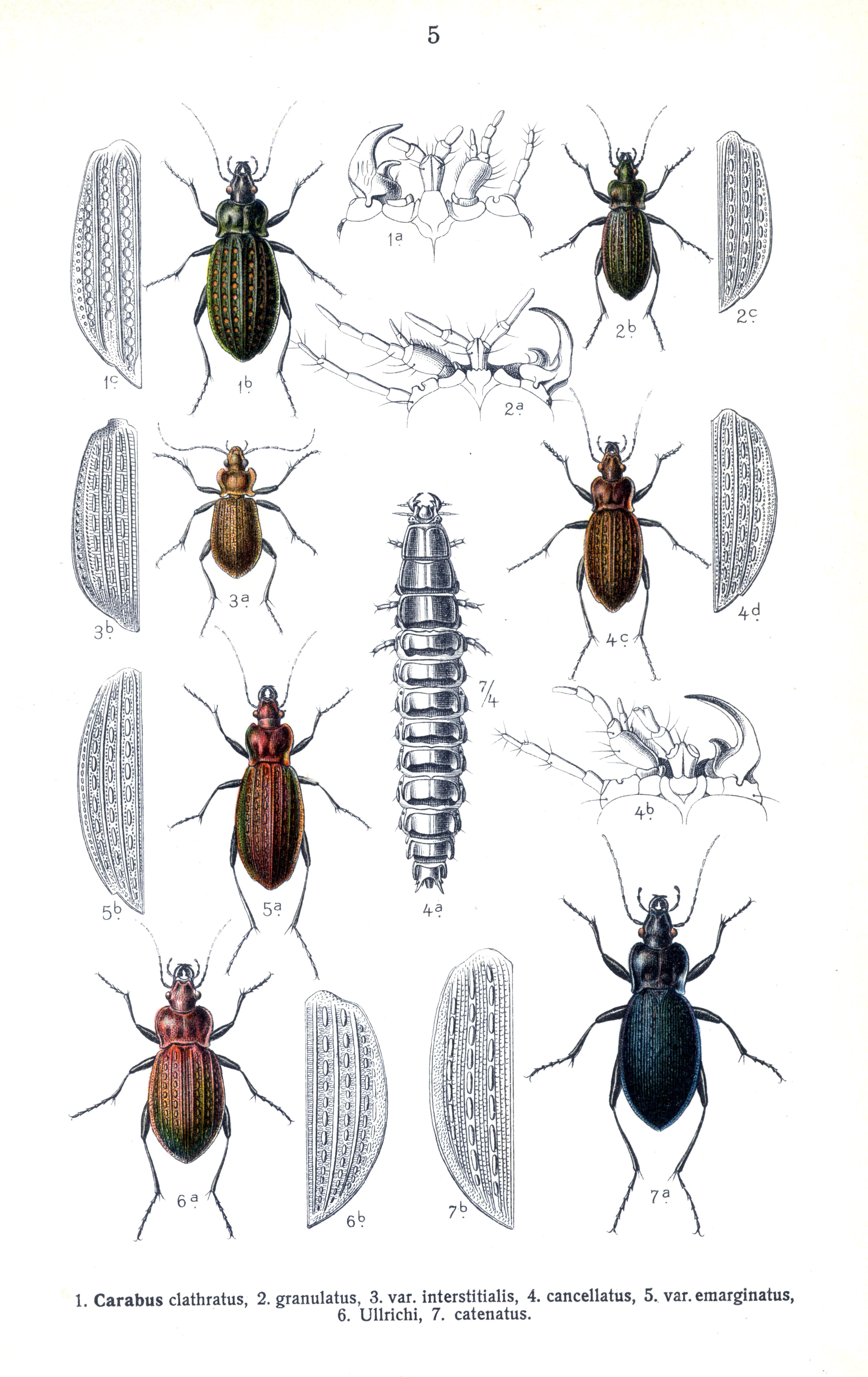